# Качаниклић
Качаниклић је српско презиме. Значајни људи са овим презименом су:
- Александар Качаниклић (рођен 1991), шведски фудбалер